# Alexandra Stan
Alexandra Ioana Stan (Constanța, 10 juni 1989) is een Roemeense zangeres. Haar muziek wordt tot eurodance gerekend.

## Biografie
Alexandra Stan studeerde management aan de Traian Hogeschool. Al vanaf jonge leeftijd toonde ze interesse in muziek en droomde ervan zangeres te worden. Ze nam deel aan verscheidene muziekwedstrijden en won daarmee veel prijzen. In 2009 werd de zangeres tijdens een optreden op het Mamaia Festival ontdekt. Met haar debuutsingle Lollipop scoorde Stan in 2009 haar eerste hit in Roemenië.
De tweede single Mr. Saxobeat betekende in 2011 haar internationale doorbraak. Het nummer bereikte in veel landen de top 10 van de hitparades en werd een nummer 1-hit in onder meer Roemenië, Italië en Duitsland. Ook in Nederland, België en het Verenigd Koninkrijk werd de single een grote hit, en ook in de Verenigde Staten wist Stan er succes mee te boeken.
De opvolger van Mr. Saxobeat werd de single Get back (ASAP), die een gelijkaardige beat bevat. Hiermee wist Stan haar populariteit echter niet vast te houden. Haar vierde single One million werd internationaal gezien een flop en ook haar debuutalbum Saxobeats, dat in september 2011 verscheen, werd slechts een bescheiden succes. In 2013 werd Saxobeats heruitgegeven onder de titel Cliché (Hush hush). Naast de eerder genoemde singles bevatte deze heruitgave onder meer de single Lemonade.
In 2012 won Alexandra Stan een EBBA-award. De European Border Breakers Awards zijn prijzen die jaarlijks worden uitgereikt aan tien jonge veelbelovende Europese artiesten die het afgelopen jaar succesvol buiten de eigen landsgrenzen debuteerden.
Samen met Inna, Antonia en Lori maakte Stan in 2016 kortstondig deel uit van de Roemeense meidengroep G Girls, waarmee ze de single Call the police maakte. Hierna stapte Stan uit de groep en werd vervangen door Lariss.

## Discografie

### Singles
| Single met eventuele hitnotering(en) in de Nederlandse Top 40 | Datum van verschijnen | Datum van binnenkomst | Hoogste positie | Aantal weken | Opmerkingen                 |
| ------------------------------------------------------------- | --------------------- | --------------------- | --------------- | ------------ | --------------------------- |
| Mr. Saxobeat                                                  | 2011                  | 09-04-2011            | 2               | 24           | Nr. 4 in de Single Top 100  |
| Get back (ASAP)                                               | 2011                  | 03-09-2011            | 18              | 10           | Nr. 26 in de Single Top 100 |

| Single met hitnotering(en) in de Vlaamse Ultratop 50 | Datum van verschijnen | Datum van binnenkomst | Hoogste positie | Aantal weken | Opmerkingen |
| ---------------------------------------------------- | --------------------- | --------------------- | --------------- | ------------ | ----------- |
| Mr. Saxobeat                                         | 2011                  | 12-03-2011            | 5               | 14           |             |
| Get back (ASAP)                                      | 2011                  | 04-06-2011            | tip10           | -            |             |

### Albums
- Saxobeats (2011)
- Unlocked (2014)
- Alesta (2016)
- Mami (2018)
- Rainbows (2022)